# Callionymus omanensis
Callionymus omanensis là một loài cá biển thuộc chi Callionymus trong họ Cá đàn lia. Loài này được mô tả lần đầu tiên vào năm 2014. Danh pháp khoa học của C. omanensis cũng chính là nơi mà nó được phát hiện, Oman.

## Phân bố và môi trường sống
C. omanensis có phạm vi phân bố ở Tây Bắc Ấn Độ Dương. Loài này chỉ được biết đến ở vùng biển ngoài khơi Salalah, phía nam Oman. Mẫu vật duy nhất của C. omanensis được tìm thấy trên đáy cát, ở độ sâu 500 m. Loài này có thể có phạm vi giới hạn ở những vùng nước sâu ở miền nam Oman.

## Mô tả
Chiều dài tối đa được ghi nhận ở C. omanensis là khoảng 11 cm, thuộc về một cá thể đực (mẫu vật duy nhất). Màu sắc khi còn tươi của mẫu vật: Đầu và thân có màu nâu vàng; má vàng; ngực có màu trắng ngà. Lưng, 2 bên đầu và nắp mang có các đốm chấm màu xám và trắng rải rác. Mắt vàng. Một dải đen hình bán nguyệt bao quanh phía sau gốc vây ngực. Hai bên thân (ở phía dưới đường bên) có một hàng đốm màu xám đen. Vây lưng thứ nhất có màu vàng với một đốm đen lớn viền trắng ở sát gốc. Vây lưng thứ hai màu vàng, có các vệt sọc trắng. Vây hậu môn màu xám nhạt, dải màu đen sát rìa bao phủ 3/4 vây dưới. Vây đuôi màu trắng, phần trên có bốn dải màu xám đen viền vàng, phần dưới chỉ có một dải màu đen. Vây bụng màu xám. Vây ngực màu vàng, trắng ở gốc.
Số gai ở vây lưng: 4; Số tia vây mềm ở vây lưng: 9; Số gai ở vây hậu môn: 0; Số tia vây mềm ở vây hậu môn: 8; Số tia vây mềm ở vây ngực: 17; Số gai ở vây bụng: 1; Số tia vây mềm ở vây bụng: 5.